# Ken Page
Pour les articles homonymes, voir Page.
Ken Page est un acteur et chanteur américain né le 20 janvier 1954 à Saint-Louis au Missouri, et mort le 30 septembre 2024. Il a prêté sa voix à Oogie Boogie dans la franchise L'Étrange Noël de monsieur Jack.

## Biographie
Ken Page est né et a grandi à Saint-Louis, dans le Missouri. Il a été élevé dans la foi catholique par sa mère, Gloria, et son beau-père, Garvin Gilstrap. Il a fréquenté les écoles élémentaires St. Bridget of Erin et St. Nicholas. Alors qu'il fréquentait St. Nicholas, un professeur et un cousin plus âgé lui ont donné envie de se consacrer au théâtre. Il a ensuite obtenu son diplôme du lycée Bishop DuBourg en 1972. De là, il a fréquenté le Fontbonne College à Clayton, dans le Missouri, avec une bourse complète, et s'est spécialisé en théâtre. Ken Page est ouvertement gay. Ken Page a sorti l'album Page by Page en 2008. Ken Page est décédé dans son sommeil le 30 septembre 2024, à l'âge de 70 ans.

## Filmographie

### Cinéma
- 1988 : Torch Song Trilogy : Murray
- 1994 : I'll Do Anything : Hair Person
- 1998 : Cats : Old Deuteronomy
- 2003 : The Devil and Daniel Webster : Clerk
- 2006 : Dreamgirls : Max Washington

### Doublage
- 1989 : Charlie de Don Bluth : le roi Gator (voix originale)
- 1993 : L'Étrange Noel de Monsieur Jack de Henry Selick : Oogie Boogie (voix originale)

### Télévision
- 1984 : Allô Nelly bobo : Kenneth Wilson (1 épisode)
- 1987-1988 : Sable : Joe Tyson (7 épisodes)
- 1989 : Disney Parade (1 épisode)
- 1990 : La Vie de famille : Darnell Watkins (1 épisode)
- 1990 : Capital News (1 épisode)
- 1990 : Polly: Comin' Home! : le maire Warren
- 1990 : The Kid Who Loved Christmas
- 1990 : Teen Angel Returns : Chubby
- 1993-1994 : Adventures in Wonderland : le morse (6 épisodes)
- 1994 : Duckman (1 épisode)
- 1994 : South Central (en) : Dr Raymond McHenry (5 épisodes)
- 1995 : Les Anges du bonheur : Ox (1 épisode)
- 2000 : Welcome to New York : le chef André
- 2004 : Charmed : Adair (1 épisode)
- 2005 : Great Performances : Old Deuteronomy (2 épisodes)
- 2007 : State of Mind : Florian

### Jeu vidéo
- 2002 : Kingdom Hearts : Oogie Boogie (voix originale)
- 2004 : L'Étrange Noël de monsieur Jack : La Revanche d'Oogie : Oogie Boogie (voix originale)
- 2005 : Kingdom Hearts 2 : Oogie Boogie (voix originale)